# Rugby à XV en Union soviétique
Le rugby à XV en URSS est un sport modérément développé et populaire. Il est le plus populaire dans la RSS de Géorgie, dans quelques parties de la RSFS de Russie comme Moscou ou à Krasnoïarsk en Sibérie, ou encore à Kiev en RSS ukrainienne et à Almaty en RSS kazakhe. 
Par exemple dans le championnat d'URSS de rugby à XV disputé en 1938, les trois premières places sont occupées par des équipes de Moscou, respectivement le Dynamo, le Spartak et Burevestnik.
L'équipe d'URSS n'a jamais percé au plus haut niveau, malgré plusieurs victoires contre la Roumanie, la France et l'Italie. 
L'écrivain roumain de rugby, Chris Thau, écrit à la fin des années 1980 à propos de cet échec:
« Les opinions sur le rugby soviétique varient considérablement. Une école de pensée soutient que, en dépit du potentiel athlétique supérieur du joueur moyen soviétique, la structure de leur système scolaire et éducatif ne permet pas le développement de la créativité associée normalement à la pratique du rugby ».

## Historique

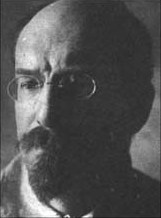
Le commissaire du peuple Anatoly Lunacharsky est un des premiers promoteurs du sport en URSS. Par une coïncidence, il meurt à Menton, en France, où est enterré William Webb Ellis.

Le rugby a fait son apparition dans l'Empire russe dès 1908 ; cependant, le premier match officiel, joué à Moscou, ne s'est tenu qu'en 1923. En raison de la révolution russe, un certain nombre de joueurs russes ont émigré et jouaient dans des clubs étrangers. Un exemple notable était celui du Prince Alexander Obolenskyqui a joué pour Oxford et l'Angleterre pendant les années 1930 (il marqua de 2 essais pour l'Angleterre lors de la victoire contre la Nouvelle-Zélande en janvier 1936). Son appartenance à la noblesse russe avait contraint sa famille à l'exil alors qu'il n'avait seulement qu'un an.
En 1934, le championnat de Moscou fut lancé, suivi du premier championnat soviétique en 1936.
En 1949, le rugby fut interdit dans l'ensemble de l'URSS lors de la "lutte contre le Cosmopolite sans racine". Les matchs reprirent en 1957, et le championnat soviétique en 1966[réf. nécessaire].
Les clubs russes ont dominé le championnat et la coupe soviétique (en) pendant la majeure partie de l'histoire soviétique, les clubs géorgiens n'arrivant sur le devant de la scène qu'à la fin des années 80. Dans les années 70 et 80, des clubs ukrainiens avaient aussi une place de choix dans le rugby soviétique, figurant à 9 reprises dans le Top 3 du championnat de l'URSS, le gagnant une fois en 1978, et remportant la coupe soviétique 3 années différentes.
Le  championnat soviétique n'est en revanche dominé par la Géorgie qu'entre 1986 et 1989, avec l'avènement du RC Aia, avant que la Géorgie ne prenne son indépendance dès 1990, excluant de fait ses clubs des dernières éditions du championnat. Cette domination est d'ailleurs aussi accompagnée d'une percée du rugby kazakhe (en), le club d'Alma-Ata finissant notamment 2e du championnat en 1991 et finaliste de la coupe en 1990, coupe qu'il a déjà gagnée en 1988.

## Fédération soviétique de rugby à XV
Comme presque tout le reste en URSS, le rugby est finalement sous la responsabilité du gouvernement soviétique, mais à travers un certain nombre de canaux différents. Officiellement, la fédération de rugby à XV de l'URSS (RFUSSR) est l’institution dirigeante de ce sport, elle a la charge d'organiser et de développer le rugby à XV en URSS, de contrôler sa pratique. Cependant, en tant qu'organisation soviétique, elle est partie intégrante d'un réseau complexe d'administrations, de bureaucraties; elle est finalement sans pouvoir, liée au gouvernement soviétique au lieu d'être un organisme indépendant à l'image des fédérations des grandes nations rugbystiques.
La RFUSSR a été créée par le Comité sur la culture physique et le sport en URSS, elle lui rend des comptes; ce comité chapeaute l'organisation du sport en Union soviétique, et est rattaché au Conseil des Ministres de l'URSS.

## Climat

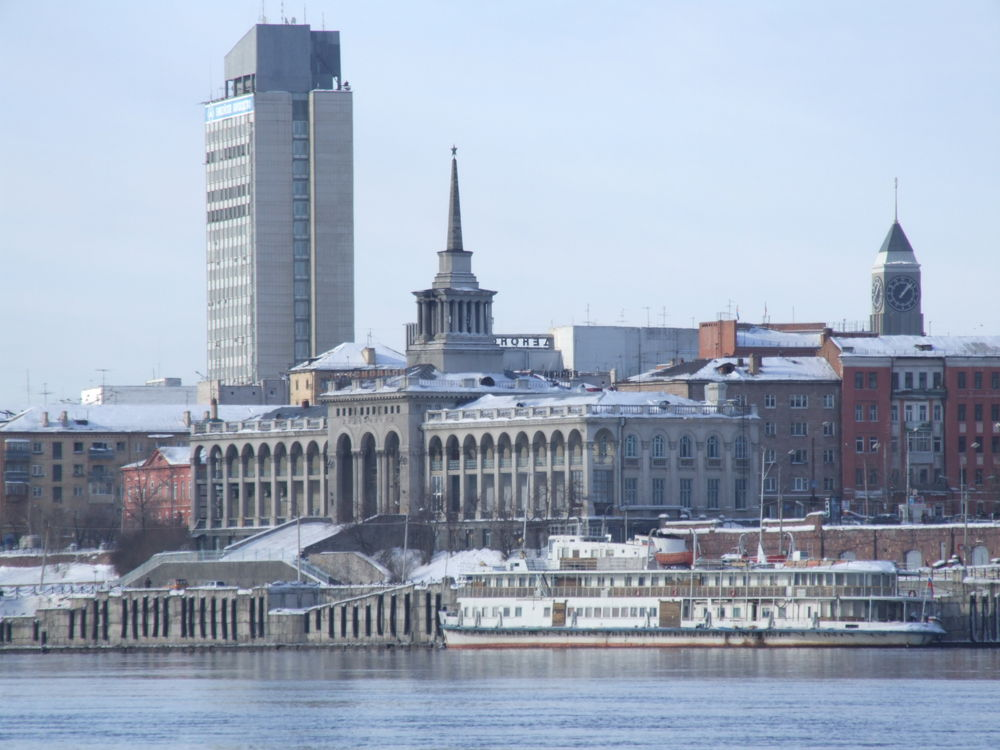
Krasnoïarsk

Le climat était un souci majeur pour la pratique du rugby à XV en URSS. En 1978, un match disputé dans la RSFSR a établi le record d'un des matchs disputés par les températures les plus glaciales. Krasnoïarsk se déplace pour rencontrer Polyechika Alma et joue le match par -23' C. En effet Krasnoïarsk a parcouru 2000 kilomètres pour être présent, les autorités ne veulent pas annuler la rencontre. Aussi, les joueurs s'habillent de cagoules, de gants, et de plusieurs couches de survêtements pour combattre le froid. Les températures extrêmes des climats de l'ancienne URSS compliquent les choses dans de nombreuses régions, avec une saison hivernale, où est pratiquée une variante, le rugby neige (en).
Une majeure partie du territoire soviétique reste une partie de l'année sous un manteau de neige. Dans les zones nordiques de l'URSS, le sol découvert est souvent du pergélisol, entraînant d'autres soucis avec les terrains, eparticulièrement pour la mise en place des poteaux de but. D'autres régions comme l'Asie centrale soviétique ont des climats désertiques, avec des températures extrêmes, et une pénurie d'eau pour entretenir les terrains. 
« Dans le nord de l'Union Soviétique, la neige recouvre la plupart des régions à compter de novembre, rendant impraticables les nombreuses formes de loisir de plein air, mais stimulant la pratique des sports d'hiver et les loisirs sur glace. »

## Équipe nationale
L'équipe d'URSS de rugby à XV est l'équipe qui représente l'URSS dans les compétitions majeures de rugby à XV. Elle rassemble les meilleurs joueurs d'URSS sous le patronage de la Fédération de l'Union Soviétique de rugby (1936-1992), avant le démantèlement de l'URSS.